# View from the Ground
View from the Ground è il decimo album in studio del gruppo musicale statunitense America, pubblicato nel 1982.

## Descrizione
Russ Ballard scrive due brani per questo album: "You Can Do Magic" e "Jody". Il primo fa tornare al successo il gruppo entrando come singolo nella classifica alta della Billboard per la prima volta dai tempi di "Today's The Day".
Anche l'album ottiene un buon successo. 
"You Can Do Magic" viene inoltre ripubblicato in una nuova versione nell'album "Hourglass" pubblicato dal gruppo nel 1994.
"Right Before Your Eyes" è un brano già scritto e pubblicato nel 1977 da Ian Thomas. 
I brani di Gerry Beckley "Never Be Lonely" e "Inspector Mills" avranno discreto successo all'interno dell'album. Il primo in particolare viene eseguito regolarmente dal gruppo fino agli anni 2000 inoltrati nei concerti del gruppo, mentre il secondo ottiene nell'immediato grande fama nelle Filippine.

## Tracce
1. You Can Do Magic (Russ Ballard) – 3:48
2. Never Be Lonely (Gerry Beckley, Bill Mumy) – 3:45
3. You Girl (Dewey Bunnell, Mumy, Robert Haimer) – 3:32
4. Inspector Mills (Beckley) – 5:10
5. Love on the Vine (Bunnell, Mumy, Haimer) – 3:02
6. Desperate Love (Lenny LeBlanc, Ava Aldridge, Cindy Richardson) – 3:51
7. Right Before Your Eyes (Ian Thomas) – 3:47
8. Jody (Ballard) – 3:49
9. Sometimes Lovers (Beckley) – 4:27
10. Even the Score (Bunnell) – 3:36